# Jezreelslätten

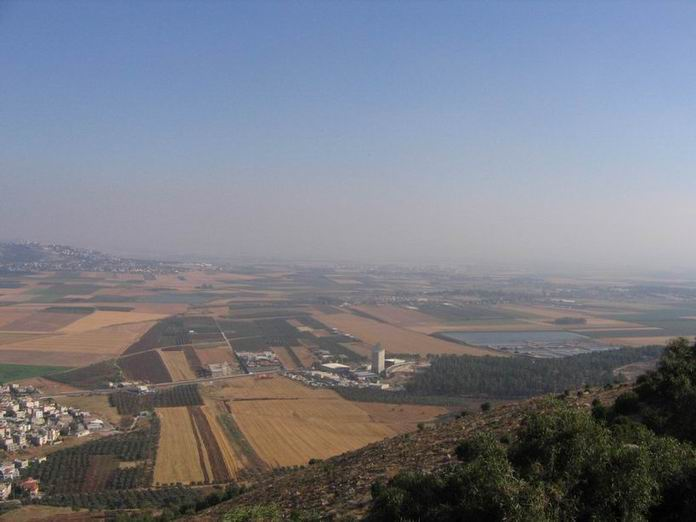
Utsikt från Nasaret över Jisreelslätten

Jisreelslätten är en större slätt i Israel belägen mellan Samarien och Galiléen och begränsad i väster av Karmelberget, i öster av bergen Gilboa och Tabor och i norr av berglandet kring Nasaret. Den från Gamla Testamentet bekanta bäcken Kison flyter genom slätten i nordvästlig riktning. Jorden, som består av vittrad basalt från vulkaniska utbrott, är mycket fruktbar. Slätten är i GT nämnd i bland annat i Domarboken 6:33 och är känd även under namnet "slätten vid Megiddo", eller "den stora slätten". I Judits bok 4:6 kallas den Esdrelon. På grund av sitt läge har Jisreelslätten varit ett berömt slagfält alltifrån Deboras och Baraks dagar ända in i nyare tid. 